# Suicide Kale
Pour les articles homonymes, voir Kale.
Pour plus de détails, voir Fiche technique et Distribution.
Suicide Kale est un film américain réalisé par Carly Usdin, sorti en 2017.

## Fiche technique
- Titre original : Suicide Kale
- Réalisation : Carly Usdin
- Scénario : Brittani Nichols
- Photographie :
- Montage : Carly Usdin
- Musique :
- Production : Brittani Nichols
- Production exécutive : Brittani Nichols, Carly Usdin, Jasika Nicole, Robin Roemer
- Sociétés de production :
- Sociétés de distribution :
- Pays d’origine :  États-Unis
- Langue originale : anglais américain
- Lieux de tournage :
- Format : Couleurs
- Genre : comédie saphique
- Durée : 78 minutes (1 h 18)
- Dates de sortie :
  -  Canada : 29 janvier 2017 (Reelout Queer Film Festival)
  -  Pays-Bas : 13 mars 2017 (Roze Filmdagen)
  -  Pologne : 22 avril 2017 (LGBT International Film Festival Poland)

## Distribution
- Brittani Nichols : Jasmine Rawlings
- Lindsay Hicks : Penn Fisher
- Jasika Nicole : Billie Steinberg
- Brianna Baker : Jordan
- Hayley Huntley : Xo